# 拉拉·瓦德劳
拉拉·瓦德劳（德語：Lara Vadlau，1994年3月29日—），奥地利女子帆船运动员，2013年世界锦标赛女子470级银牌得主、2014年世界锦标赛女子470级金牌得主、2015年世界锦标赛女子470级金牌得主、2024年夏季奥林匹克运动会混合470级金牌得主。